# Elaphoglossum poolii
Elaphoglossum poolii är en träjonväxtart som först beskrevs av Bak., och fick sitt nu gällande namn av Christ. Elaphoglossum poolii ingår i släktet Elaphoglossum och familjen Dryopteridaceae. Utöver nominatformen finns också underarten E. p. multisquamosum.